# Cambronne-lès-Ribécourt
Cambronne-lès-Ribécourt és un municipi francès, situat al departament de l'Oise i a la regió dels Alts de França. L'any 2007 tenia 1.883 habitants.

## Demografia

### Població
El 2007 la població de fet de Cambronne-lès-Ribécourt era de 1.883 persones. Hi havia 732 famílies de les quals 160 eren unipersonals (68 homes vivint sols i 92 dones vivint soles), 232 parelles sense fills, 284 parelles amb fills i 56 famílies monoparentals amb fills.
La població ha evolucionat segons el següent gràfic:
Habitants censats

### Habitatges
El 2007 hi havia 778 habitatges, 736 eren l'habitatge principal de la família, 12 eren segones residències i 30 estaven desocupats. 623 eren cases i 153 eren apartaments. Dels 736 habitatges principals, 478 estaven ocupats pels seus propietaris, 239 estaven llogats i ocupats pels llogaters i 19 estaven cedits a títol gratuït; 37 tenien dues cambres, 157 en tenien tres, 234 en tenien quatre i 308 en tenien cinc o més. 509 habitatges disposaven pel capbaix d'una plaça de pàrquing. A 340 habitatges hi havia un automòbil i a 320 n'hi havia dos o més.

### Piràmide de població
La piràmide de població per edats i sexe el 2009 era:
| Homes | Edats   | Dones |
| ----- | ------- | ----- |
| 0     | 95 o +  | 0     |
| 0     | 90 a 94 | 8     |
| 8     | 85 a 89 | 20    |
| 8     | 80 a 84 | 28    |
| 36    | 75 a 79 | 20    |
| 28    | 70 a 74 | 36    |
| 36    | 65 a 69 | 44    |
| 36    | 60 a 64 | 52    |
| 52    | 55 a 59 | 24    |
| 64    | 50 a 54 | 80    |
| 84    | 45 a 49 | 92    |
| 80    | 40 a 44 | 56    |
| 100   | 35 a 39 | 84    |
| 44    | 30 a 34 | 60    |
| 56    | 25 a 29 | 52    |
| 64    | 20 a 24 | 40    |
| 76    | 15 a 19 | 80    |
| 80    | 10 a 14 | 44    |
| 88    | 5 a 9   | 32    |
| 48    | 0 a 4   | 44    |

## Economia
El 2007 la població en edat de treballar era de 1.219 persones, 889 eren actives i 330 eren inactives. De les 889 persones actives 802 estaven ocupades (454 homes i 348 dones) i 87 estaven aturades (38 homes i 49 dones). De les 330 persones inactives 106 estaven jubilades, 98 estaven estudiant i 126 estaven classificades com a «altres inactius».

### Ingressos
El 2009 a Cambronne-lès-Ribécourt hi havia 758 unitats fiscals que integraven 1.953,5 persones, la mediana anual d'ingressos fiscals per persona era de 18.451 €.

### Activitats econòmiques
Dels 32 establiments que hi havia el 2007, 3 eren d'empreses de fabricació d'altres productes industrials, 9 d'empreses de construcció, 10 d'empreses de comerç i reparació d'automòbils, 2 d'empreses de transport, 2 d'empreses d'hostatgeria i restauració, 1 d'una empresa financera, 2 d'empreses de serveis i 3 d'entitats de l'administració pública.
Dels 12 establiments de servei als particulars que hi havia el 2009, 3 eren tallers de reparació d'automòbils i de material agrícola, 1 paleta, 3 guixaires pintors, 1 lampisteria, 1 electricista, 1 empresa de construcció i 2 restaurants.
L'únic establiment comercial que hi havia el 2009 era un supermercat.
L'any 2000 a Cambronne-lès-Ribécourt hi havia 3 explotacions agrícoles.

## Equipaments sanitaris i escolars
L'únic equipament sanitari que hi havia el 2009 era una farmàcia.
El 2009 hi havia una escola elemental.

## Poblacions més properes
El següent diagrama mostra les poblacions més properes.